# James Lawson

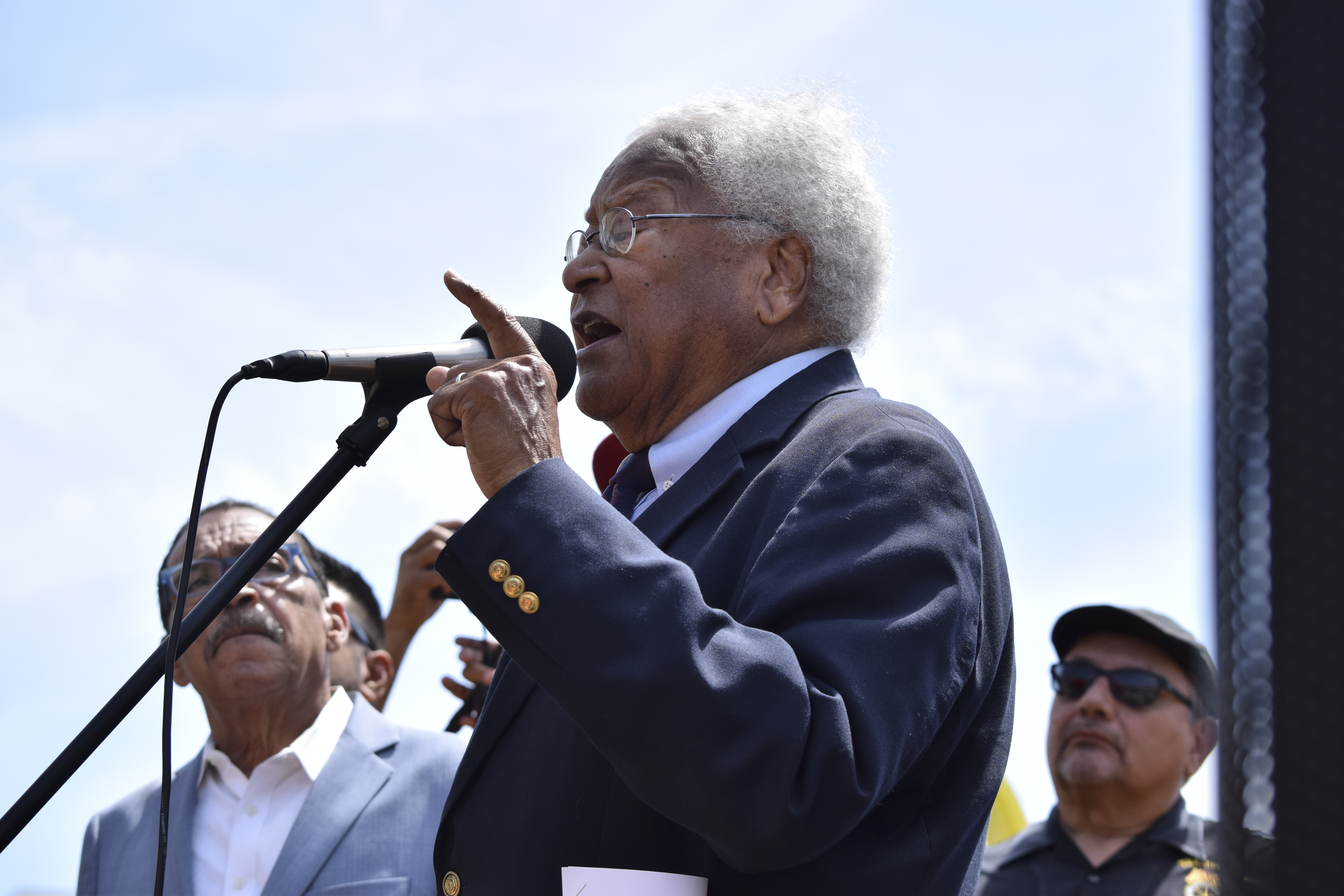
James Lawson (2019)

James Morris Lawson, Jr. (* 22. September 1928 in Uniontown; † 10. Juni 2024 in Los Angeles) war ein US-amerikanischer Bürgerrechtler.

## Leben
Lawson wurde 1928 als Sohn des aus Kanada stammenden Geistlichen James Morris Lawson, Sr. und dessen Frau, der Jamaikanerin Philane May Cover in Uniontown geboren und wuchs in Massillon auf. Bereits im Elternhaus wurde er mit Ideen des Pazifismus und der Gewaltfreiheit konfrontiert, die einen großen Eindruck auf ihn hinterließen. Während seines Studiums trat er daher dem pazifistischen Fellowship of Reconciliation bei und las die Werke Gandhis. Er studierte am Baldwin-Wallace College und erhielt dort seinen Bachelor of Arts. Seinen pazifistischen Idealen folgend verweigerte er im Koreakrieg aus Gewissensgründen den Dienst an der Waffe, weswegen er 1951 zu einer einjährigen Freiheitsstrafe verurteilt wurde. Nachdem er im Mai 1952 wieder freigekommen war, reiste er 1953 nach Indien, um dort die Lehren Gandhis, vor allem die Satyagraha, besser kennenlernen zu können.
Er kehrte 1956 in die Vereinigten Staaten zurück und setzte sein Studium an der Theologischen Fakultät des Oberlin College fort, wechselte jedoch auf Anregung Martin Luther Kings auf die Theologische Fakultät der südstaatlichen Vanderbilt University. Dort wollte Lawson für die Bürgerrechtsbewegung aktiv werden, die die Gleichberechtigung der Afroamerikaner forderte. Er bot ab dem März 1958 seinen Kommilitonen, darunter späteren Anführern der Bürgerrechtsbewegung wie Diane Nash, John Lewis und Bernard Lafayette, Workshops zu den gewaltlosen Methoden Gandhis, die sie im Dienste der Bürgerrechtsbewegung anwenden wollten. Die Aktivisten setzten angeleitet von Lawson ihre Lehren bald in die Tat um und organisierten Sit-ins gegen die Rassentrennung in Geschäften in Nashville. Nach der Verhaftung von 150 Studenten gab die Stadt schließlich nach; ein Großteil der Geschäfte öffnete schwarzen Kunden ihre Türen. In Nashville begegnete Lawson außerdem seiner zukünftigen Frau, Dorothy Wood, die zu dem Zeitpunkt Angestellte des weißen Bürgerrechtlers Will D. Campbell war. Das Paar sollte drei Söhne haben.
1960 wurde Lawson für seinen Aktivismus der Universität verwiesen, woraufhin elf Mitglieder des Lehrkörpers der Theologischen Fakultät aus Protest kündigten. Er musste sein Theologiestudium an der Boston University zu Ende führen. Nichtsdestotrotz arbeitete Lawson weiterhin für die Bürgerrechtsbewegung, vor allem im Rahmen der Student Nonviolent Coordinating Committee (SNCC), die er und seine ehemaligen Kommilitonen an der Vanderbilt University 1960 begründeten, und der Southern Christian Leadership Conference (SCLC). Er beteiligte sich an bedeutenden Protestbewegungen wie den Freedom Rides und den Selma-nach-Montgomery-Märschen und verbreitete Gandhis Lehre der Gewaltlosigkeit weiter unter den Aktivisten. Dies brachte ihm einen Ruf als einen der führenden Theoretiker der Bürgerrechtsbewegung ein. Lawson überzeugte Martin Luther King, den Streik der Müllwerker in Memphis zu besuchen, während dem die Ikone der Bürgerrechtsbewegung am 4. April 1968 ermordet wurde. Später wirkte Lawson, ohne sich ganz aus der Bürgerrechtsbewegung zurückzuziehen, als Pastor, darunter 1974 bis 1999 in der Holman United Methodist Church in Los Angeles. 2006 bis 2007 war er Gastprofessor an der Vanderbilt University, die daraufhin einen Lehrstuhl für Geschichte nach ihm benannte.
Lawson verstarb 2024 nach kurzer Krankheit in Los Angeles.